# Mauricio Serna
Mauricio Serna (castellà: Mauricio Alberto Serna Valencia)  (Medellín, 22 de gener de 1968) és un exfutbolista colombià de la dècada de 1990.
Fou 51 cops internacional amb la selecció de Colòmbia amb la qual participà en els Mundials de 1994 i 1998.
Pel que fa a clubs, defensà els colors de Deportivo Pereira, Atlético Nacional, Boca Juniors (Argentina), Puebla F.C. (Mèxic), Chacarita Juniors (Argentina) i Talleres Córdoba (Argentina).